# 山口裕視
山口 裕視(やまぐち ゆみ)は日本の官僚、実業家。三井物産本社初の女性執行役員。

## 人物
1983年、旧運輸省(現国土交通省)に入省。2012年には、人事院の官民交流により三井物産に2年間出向した。国土交通省に復帰後、女性初の観光庁次長を務めた。

## 経歴
- 1983年 - 東京大学教養学部教養学科（国際関係論）卒業
- 1983年 - 運輸省入省
- 1990年 - ミシガン大学大学院修了、M.A.
- 2001年 - 国土交通省総合政策局政策課2002年ワールドカップサッカー大会国際旅客輸送対策室長
- 2002年 - 国土交通省総合政策局不動産投資市場整備室長
- 2004年 - 高等海難審判庁総務課長
- 2005年 - 総合政策局貨物流通施設課長
- 2006年 - 岡山県副知事
- 2008年 - 国土交通省大臣官房参事官
- 2011年 - 国土交通省総合政策局国際政策課長
- 2012年 - 人事院人材局交流派遣専門員（三井物産株式会社プロジェクト本部）
- 2014年7月8日 - 観光庁次長[1][3]
- 2015年9月15日 - 国土交通省退職[4]
- 同年10月 - 三井物産 経営企画部 エグゼクティブアドバイザー
- 2016年 - 三井物産執行役員（経営企画部）（在東京）、三井物産戦略研究所代表取締役社長[5][6]
- 2016年 - 一般財団法人日本アスペン研究所理事
- 2020年 - 三井物産執行役員CSO補佐兼CDIO補佐[5]
- 同年 - 一般財団法人運輸総合研究所理事[7]
- 2023年 - 三井物産退職、三井物産特任アドバイザー
- 2024年 - 商船三井取締役、ニチレイ取締役[8]